# Das Karussell des Lebens
Das Karussell des Lebens ist ein 1918 gedrehtes deutsches Stummfilmmelodram von Georg Jacoby. Die Hauptrollen spielen Pola Negri und Harry Liedtke.

## Handlung
Lo, eine schöne Tänzerin, heiratet Dr. Cotton. Um ihr ihren ausschweifenden Lebensstil finanzieren zu können, begeht ihr Ehemann diverse Betrügereien. Er wird vor Gericht gestellt und zu zwei Jahren Haft verurteilt, woraufhin Lo ihn sofort verlässt und nach Valparaíso in Chile zieht. Dort wird sie die Geliebte eines Gutsbesitzers. Als dieser ermordet wird, flieht sie erneut aus ihrem alten Leben und geht mit Werner Larsen, dem Sohn des reichen Konsuls Heinrich Larsen, zurück nach Europa. Im Haus des Konsuls begegnet Lo ihren wieder auf freiem Fuß befindlichen Ehemann wieder, der dort als Privatsekretär des Konsuls arbeitet. 
Lo ignoriert ihn jedoch vollständig und beginnt stattdessen heftig mit Konsul Larsen und dessen Sohn zu flirten, bis sich beide in sie verlieben. Aus Berechnung bevorzugt sie den Konsul. Dessen Sohn bittet Lo, ihn zu heiraten, woraufhin die Tänzerin das Haus verlässt, in der Hoffnung, dass Konsul Heinrich sie zurückbittet. Während sie sich später mit dem Konsul im „Trocadero“ amüsiert, steht plötzlich Werner, von ihrem Mann Dr. Cotton dorthin geführt, vor dem Separée und erschießt sich vor den Augen beider Turtelnden. Offensichtlich davon nicht sonderlich beeindruckt, lässt sich Lo ihre Champagnerlaune nicht vermiesen und feiert weiter. Erst im Morgengrauen verlässt sie die Gesellschaft, geht an einen Fluss und ertränkt sich.

## Produktionsnotizen
Das Karussell des Lebens entstand kurz vor Ende des Ersten Weltkriegs 1918 im Ufa-Union-Atelier in Berlin-Tempelhof. Der vieraktige Film war 1561 Meter lang und wurde im Februar oder März 1919 in Berlins Kammer-Lichtspielen uraufgeführt.
Die Filmbauten schuf Kurt Richter.

## Kritik
In Paimann’s Filmlisten ist zu lesen: „Stoff, Photos, Spiel und Szenerie ausgezeichnet. (Ein Schlager I. Ranges)“.